# Jérémy Denquin
Jérémy Denquin est un footballeur français né le 18 mai 1977 à Maubeuge. Il évolue au poste de milieu de terrain. 
Jérémy a joué à Lille, au Mans, à Dunkerque, à Reims, à Clermont et à Yzeure. 
Il a disputé un total de 9 matchs en Ligue 1 et 64 matchs en Ligue 2.

## Clubs
- 1983-92 : US Maubeuge
- 1992-98 : Lille OSC (L1)
- 1998 : Le Mans UC (L2, prêté par Lille)
- 1998-2000 : USL Dunkerque (CFA)
- 2000-2002 : Stade de Reims (Nat)
- 2002-2005 : Clermont Foot (L2)
- 2005-2006 : USL Dunkerque (CFA)
- 2006-2011 : AS Yzeure (Nat. puis CFA)